# Gustav Svensson
Pour les articles homonymes, voir Svensson.
Gustav Svensson, né le 7 février 1987, est un footballeur international suédois jouant au poste de milieu défensif à l'IFK Göteborg.

## Biographie

### Parcours en club
Gustav Svensson commence sa carrière professionnelle dans son club formateur le IFK Göteborg, il débute à l'âge de 19 ans.
Le 22 mars 2008, il participe à l'intégralité de la Supercoupe de Suède en gagnant 3-1 en finale contre le Kalmar FF.
Ses performances sont de plus en plus remarqué et commence par faire de plus en plus de matchs en équipe première malgré son jeune âge. Il participe même au tour qualificatif de la Ligue des champions mais malheureusement son club n'atteint pas la phase de groupe.
Il est même nommé pour le meilleur espoir du championnat suédois mais s'incline face à Johan Oremo.
Le 31 août 2010, il est transféré en Turquie au Bursaspor.

### Parcours en sélection
Gustav joue régulièrement pour l'équipe suédoise espoirs avec 24 sélections, il participe au Championnat d'Europe de football espoirs 2009 et marque un but contre la Biélorussie.
Le 24 janvier 2009, il fait sa première apparition en amical avec la sélection nationale de Suède contre les États-Unis en jouant l'intégralité du match.

## Palmarès
IFK Göteborg
- Champion de Suède en 2007.
- Vice-champion de Suède en 2008.
- Vainqueur de la Supercoupe de Suède en 2008.
- Finaliste de la Supercoupe de Suède en 2009 et 2010.
- Vainqueur de la Coupe de Suède en 2008.

 Sounders de Seattle
- Vainqueur de la Coupe MLS en 2019.
- Finaliste de la Coupe MLS en 2017 et 2020.

## Statistiques
| Saison    | Club         | Pays        | Championnat        | Coupes nationales      | Coupes d'Europe | Sélection Suède |
| --------- | ------------ | ----------- | ------------------ | ---------------------- | --------------- | --------------- |
| 2005      | IFK Göteborg | Allsvenskan | -                  | -                      | 2 matchs (CI)   | -               |
| 2006      | IFK Göteborg | Allsvenskan | 5 matchs / 1 but   | -                      | -               | -               |
| 2007      | IFK Göteborg | Allsvenskan | 22 matchs / 1 but  | -                      | -               | -               |
| 2008      | IFK Göteborg | Allsvenskan | 27 matchs / 3 buts | 1 match (SC)           | 3 matchs (C1)   | -               |
| 2009      | IFK Göteborg | Allsvenskan | 29 matchs / 2 buts | 3 + 1 matchs (CS + SC) | 2 matchs (C3)   | 3 matchs        |
| 2010      | IFK Göteborg | Allsvenskan | 18 matchs / 1 but  | 2 + 1 matchs (CS + SC) | 2 matchs (C3)   | -               |
| 2010-2011 | Bursaspor    | Süper Lig   | 15 matchs          | 3 matchs               | 5 matchs (C1)   | -               |
| 2011-2012 | Bursaspor    | Süper Lig   | 12 matchs          | 1 match                | 2 matchs (C3)   | -               |